# Discovery Familia
Discovery Familia – amerykański kanał telewizyjny przeznaczony dla mniejszości latynoskiej. Utworzony na bazie Discovery Kids En Español. Kanał ma charakter ogólnotematyczny. Najwięcej czasu antenowego zajmują programy dla dzieci i dotyczące zdrowia i stylów życia. Wszystkie programy nadawane są w języku hiszpańskim. 
Program podzielony jest na dwa główne bloki tematyczne: pierwszy nadający rano i po południu to blok programów dawnego Kids en Español i nowych programów dla dzieci, drugi wieczorny to blok programów rodzinnych. Głównie są to programy o stylach życia, zdrowiu, ludzkich hobbies, gastronomii, podróżach oraz specjalnych programach pomagających rodzicom w wychowaniu dzieci.